# Владимир Надрхал
Владимир Надрхал (чеш. Vladimír Nadrchal; Пардубице, 4. март 1938) некадашњи је чехословачки и чешки хокејаш на леду и хокејашки тренер, вишеструки национални првак и освајач светских и олимпијских медаља са репрезентацијом Чехословачке. Током играчке каријере играо је на позицији голмана.
Надрхал је каријеру започео у екипи Пардубица одакле је након две сезоне прешао у редове тадашњег Зетора из Брна. У тиму из Брна играо је наредних 18 сезона током којих је освојио чак 8 титула националног првака. По окончању играчке каријере радио је као тренер, највише у свом матичном клубу из Брна где је прво био помоћни, а потом и главни тренер голман. 
Као члан репрезентације Чехословачке учествовао је на три олимпијска турнира на којима је освојио две олимпијске медаље − бронзу на ЗОИ 1964. у Инзбруку и сребро на ЗОИ 1968. у Греноблу. На светским првенствима је наступио укупно 8 пута, уз освојене три медаље, два сребра и једну бронзу. На СП 1958. проглашен је за најбољег голмана турнира. 